# Каліновець (Куявсько-Поморське воєводство)
Каліновець (пол. Kalinowiec, нім. Kallwitz) — село в Польщі, у гміні Бондково Александровського повіту Куявсько-Поморського воєводства.
Населення — 112 осіб (2011).
У 1975-1998 роках село належало до Влоцлавського воєводства.

## Демографія
Демографічна структура станом на 31 березня 2011 року:
|          | Загалом | Допрацездатний вік | Працездатний вік | Постпрацездатний вік |
| -------- | ------- | ------------------ | ---------------- | -------------------- |
| Чоловіки | 59      | 14                 | 40               | 5                    |
| Жінки    | 53      | 12                 | 27               | 14                   |
| Разом    | 112     | 26                 | 67               | 19                   |